# Sorin Oprescu
Sorin Oprescu (Bucarest, 7 novembre 1951) è un politico rumeno, ex Sindaco di Bucarest dal 18 giugno 2008 al 15 settembre 2015 per due mandati consecutivi. Di professione chirurgo, Oprescu è stato direttore dell'Ospedale Universitario d'Emergenza a Bucarest (1994-2006) e dell'Elias Hospital (2001-2005).
Amico stretto di Ion Iliescu, Oprescu è stato membro del PDSR (divenuto poi Partito Socialdemocratico). Nella gerarchia del partito è stato presidente del dipartimento PSD di Bucarest (nel 2006) e vicepresidente. È stato eletto senatore in due occasioni, nelle legislature 2000-2004 e 2004-2008.
Nell'aprile 2008, si è dimesso dal PSD per diventare indipendente alle elezioni dello stesso anno per il Municipio di Bucarest, che ha vinto nel secondo turno. Nelle elezioni del 2012 è stato rieletto dal primo turno per la stessa posizione. Nel settembre 2015 è stato arrestato per presunti reati di corruzione.

## Biografia
Sorin Oprescu è nato il 7 novembre 1951. Il padre, Mircea Oprescu era prima della Rivoluzione del 1989 Generale della Securitate, membro del consiglio Servizio D (Disinformazione) del Dipartimento di Sicurezza dello Stato. Oprescu sarebbe stato amico di Nicu Ceaușescu, figlio del dittatore Nicolae Ceaușescu.
Come chirurgo, Sorin Oprescu è stato membro dell'associazione Studenti Comunisti della Romania durante la facoltà.
È stato candidato senza successo per due volte come sindaco di Bucarest. Nel 1998 è stato sconfitto nel secondo turno di Viorel Lis (CDR) e nel 2000 da Traian Băsescu (Partito Democratico).

### Senatore
Nelle elezioni legislative del 2000, è stato eletto senatore del PDSR nella circoscrizione elettorale n. 42 di Bucarest. Durante il suo mandato è stato Vice Presidente della Commissione per la Salute Pubblica.
Nel 2004 è nuovamente candidato nella circoscrizione elettorale n. 42 a Bucarest, nell'elenco dell'Unione Nazionale PSD + PUR, ed è stato eletto senatore, è stata convalidata la carica il 17 febbraio 2004. Nel corso del secondo mandato come senatore Oprescu non è stato fino ad aprile 2008, membro del gruppo parlamentare PSD. Nel giugno 2008 è stato vicepresidente della Commissione per la sanità pubblica.

### Sindaco di Bucarest
Il 21 aprile 2008 ha rassegnato le dimissioni dal PSD per diventare candidato indipendente per la carica di sindaco di Bucarest, che ha vinto nel secondo turno delle elezioni locali il 15 giugno.
Nel 2009 è stata lanciata la campagna per le elezioni presidenziali di quell'anno, con un sole blu inciso in un cerchio come segno elettorale. Sorin Oprescu ha ottenuto il 3,18% dei voti, classificandosi al sesto posto tra i 12 candidati.
Nelle elezioni locali del 2012 Oprescu è stato rieletto al primo turno come sindaco del Comune di Bucarest, con 430.512 voti, pari al 54,79% del totale dei voti. Il suo controcandidato principale, l'uomo d'affari Silviu Prigoană (rappresentante PDL), ha ottenuto il 17,12% (134.552) dei voti.
Il 27 marzo 2015 l'Arcidiocesi di Bucarest ha fatto una denuncia penale alla DNA contro Sorin Oprescu accusato di istituire un gruppo criminale insieme a diversi imprenditori e dipendenti del Comune di Bucarest, circa il ritardo nella messa in applicazione della sentenza di demolizione dell'edificio della Cattedrale Plaza.
Nel luglio 2015, Solomon Wigler, consigliere e secondo il giornale Adevărul, mano destra del sindaco Sorin Oprescu, è stato colto in colpa mentre ha ricevuto una tangente di 25.000 euro. Secondo i procuratori, Wigler ha ricevuto in più occasioni una tangente di 204.000 euro in cambio dell'omologazione dei permessi di costruzione. Wigler ammise di aver ricevuto denaro, che avrebbe considerato "l'attenzione", ma negò che l'avrebbe dato a Oprescu.
All'inizio del settembre 2015, Sorin Oprescu è stato arrestato dalla Direzione nazionale anticorruzione dopo aver ricevuto una tangente di 25.000 euro. Secondo la DNA, è stata inizialmente ottenuta il 6 settembre alle 0:33 per 24 ore. Verso la fine dello stesso giorno, prima della mezzanotte, fu arrestato per 30 giorni. Come annunciato dalla DNA, tra il 2013 e il 2015, il governo locale di Bucarest ha formato un gruppo di funzionari che fanno da aggiudicatori degli appalti pubblici da parte del Comune nel pagare una parte del profitto lordo, il sindaco Oprescu ha ricevuto il 10% dei contratti.
Diverse dozzine di persone hanno espresso la loro gioia partendo da delle biciclette dalla Piazza dell'Università fino alla sede della DNA. Nicușor Dan, politico e attivista civico, i presidenti PMP Eugen Tomac, il partito M10 e il presidente del PNL, Alina Gorghiu, hanno chiesto a Oprescu di dimettersi.
Il 7 settembre 2015 l'Agenzia nazionale di integrità ha avviato la procedura per verificare la fortuna di Sorin Oprescu. Lo stesso giorno, la Casa Reale ha annunciato di aver deciso di ritirare l'Ordine della "Corona di Romania", che gli è stato assegnato il 12 maggio 2013, per "Buone Pratiche nello Sviluppo Urbano della Capitale".
Sospeso il 15 settembre dal prefetto di Bucarest, il mandato di sindaco è stato preso in carico da Marin Dan-Ştefănel.
Il 13 Maggio 2022 Sorin Oprescu riceve la condanna definitiva a 10 ani e 8 mesi per corruzione, costituzione di un gruppo criminale organizzato e abuso d'ufficio. Si rifugia in Grecia, dove, nonostante un breve arresto e il riconoscimento della condanna, è stato rilasciato con rifiuto dell'estradizione emesso dalla Corte d’Appello di Atene, per motivi di salute.